# 弗罗茨瓦夫大学博物馆
51°06′50″N 17°02′00″E / 51.113773°N 17.033451°E
弗罗茨瓦夫大学博物馆（波兰语：Muzeum Uniwersytetu Wrocławskiego）是波兰弗罗茨瓦夫的一个博物馆，展示弗罗茨瓦夫大学的许多历史物品。

## 历史
博物馆成立于1992年8月6日，将弗罗茨瓦夫大学档案馆的博物馆收藏部改为直属大学行政部门的一个独立单位。
该博物馆位于奥得河岸边的弗罗茨瓦夫大学主楼（大学广场 1号）内，由Christoph Tausch 设计，采用巴洛克风格。 其建筑结构与华丽的雕塑装饰和绘画被认为是波兰和中欧和东欧最有价值的巴洛克纪念碑之一。

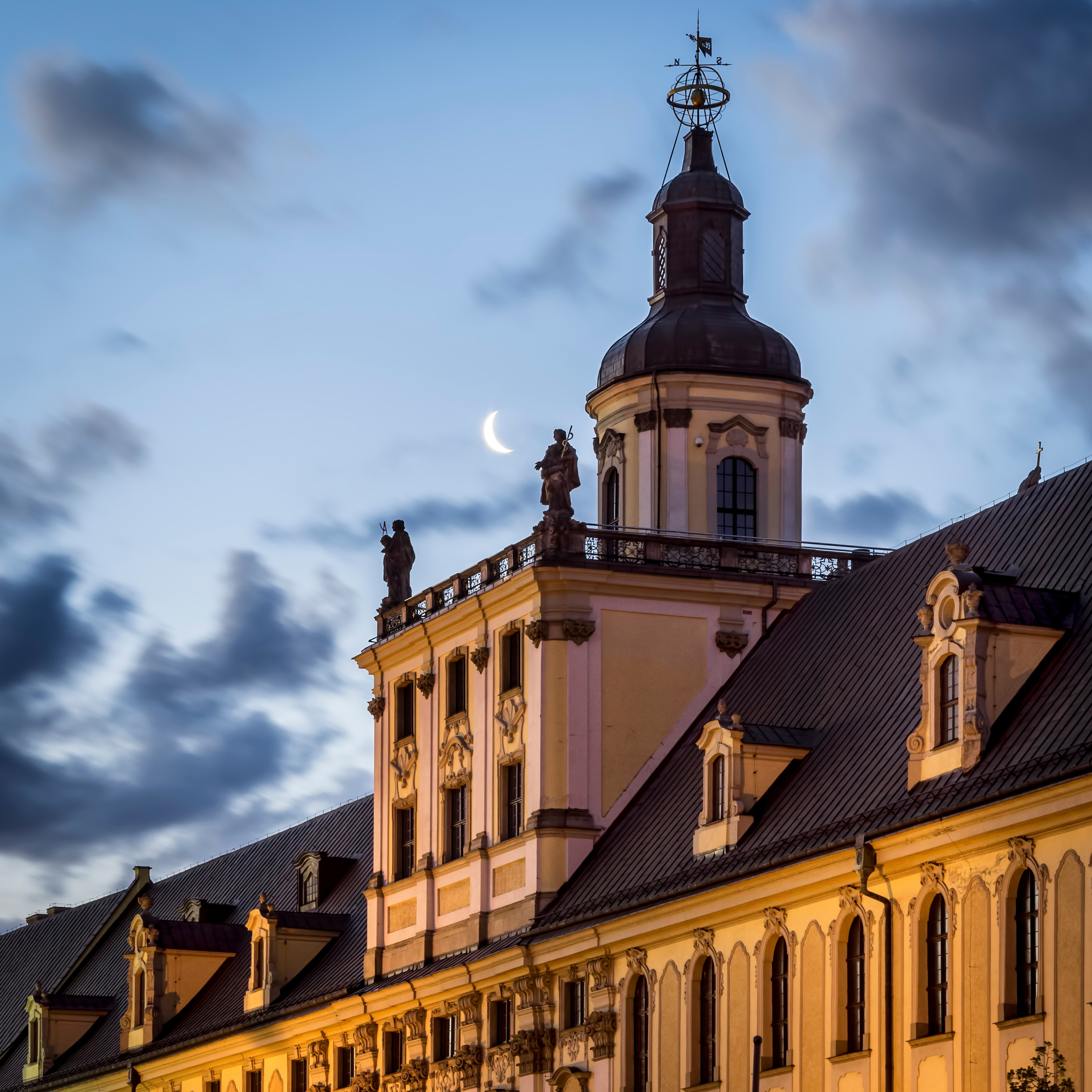
数学塔

## 建筑
博物馆包括以下历史大厅：
- 利奥波德礼堂（Aula Leopoldina）
- 音乐厅（Oratorium Muzyczne）
- 数学塔（Wieża matematyczna）